# Storsporigt ullskinn
Storsporigt ullskinn (Piloderma lanatum) är en svampart som först beskrevs av Jülich, och fick sitt nu gällande namn av J. Erikss. & Hjortstam 1981. Storsporigt ullskinn ingår i släktet Piloderma och familjen Atheliaceae.  Arten är reproducerande i Sverige. Inga underarter finns listade i Catalogue of Life.